# Joaquim Mallafrè i Gavaldà
Joaquim Mallafrè i Gavaldà   (Reus, 2 de juny de 1941 - 22 de febrer de 2024) va ser un professor, traductor i lingüista català. Era fill de Salvador Mallafrè Trilla, pagès criat a l'Arbocet, i de Francesca Gavaldà Claveguera, de Riudoms.

## Biografia
Després del batxillerat, que el fa a l'Institut Gaudí de Reus, es va llicenciar en Filosofia i Lletres (Secció de Filologia Romànica) l'any 1964 a la Universitat de Barcelona. L'any 1988, va obtenir el doctorat en Filologia Romànica a la mateixa universitat.
Va ser professor el curs 1972-73 a la delegació de Tarragona de la Universitat de Barcelona, que després es va anomenar Universitat Rovira i Virgili. També va donar classes com a professor i catedràtic d'anglès a l'Institut de Reus entre es anys 1964 i 1989. Va col·laborar a la Revista del Centre de Lectura, entitat de la que en va ser un soci molt actiu, al setmanari Mestral, a la revista Presència, al Tele/eXpres, Al Setmanari Reus i a la revista Els Marges, entre d'altres.
Va destacar sobretot per les seves traduccions de James Joyce, considerades entre les més reeixides de l'autor irlandès, però també va adaptar al català una llarga llista d'autors estrangers, com ara Henry Fielding, John Osborne, Harold Pinter, Thomas More, Laurence Sterne, Samuel Beckett, Rudyard Kipling, etc... Va formar part de la direcció de la Secció Filològica de l'Institut d'Estudis Catalans. Va publicar nombrosos estudis sobre la llengua catalana. L'any 1998 se li va concedir la Creu de Sant Jordi. L'any 2022, durant l'acte de lliurament dels Guardons de la Ciutat, va ser anomenat fill Il·lustre de la ciutat de Reus per la seva dilatada activitat acadèmica com a professor de Literatura i de Llengua.

## Obra publicada[6]

### Assaigs
- 1991 Llengua de tribu i llengua de polis: bases d'una traducció literària. Barcelona: Quaderns Crema, 1991. ISBN 847727066X
- 1994 De bona llengua, de bon humor. Barcelona: Columna, 1994. ISBN 8478095349

### Traduccions
- Ayckbourn, Alan: Casa i Jardí, 1 Casa. Tarragona: Arola, 2005.
- Ayckbpurn, Alan. Casa i Jardí, 2 Jardí. Tarragona: Arola, 2005.
- Beckett, Samuel. Obra dramàtica completa, 2 vols., amb tres traductors més. Barcelona: Institut del Teatre, 1995 / 1996.
- Borges, Jorge Luis. «Dos poemes anglesos», dins Manuel Fuentes i Paco Tovar (eds.), La aurora y el poniente. Tarragona: Departament de Filologies Romàniques de la URV, 2000, pàgs. 15–19.
- Diversos autors. Traces. Tarragona: Publicacions URV, 2010.
- Fielding, Henry. Tom Jones [Tom Jones]. Barcelona: Edicions 62 ("MOLU"), 1984.
- Fielding, Henry. Tom Jones [Tom Jones]. Barcelona: Proa, 1990 (El fanal de Proa) (adaptació per a infants de la novel·la del mateix títol).
- Harwood, Ronald. Prendre partit [Taking sides]. Barcelona: Institut del Teatre, 2001.
- Joyce, James. Ulisses [Ulysses]. Barcelona: Leteradura, 1981; versió revisada, Barcelona: Proa, 1996.
- Joyce, James. Dublinesos [Dubliners]. Barcelona: Edhasa, 1988.
- Joyce, James. Giacomo Joyce [Giacomo Joyce]. Barcelona: Edhasa, 1992.
- Kipling, Rudyard. Les aventures de Mowgli, dins El llibre de la selva [The Jungle Book]. Barcelona: Vicens Vives, 2001.
- Kipling, Rudyard. Els gossos rojos. L'ankus del rei, dins El llibre de la selva [The Jungle Book]. Barcelona: Vicens Vives, 2004.
- McNaughton, Colin. L'alegre Roger. Barcelona: Vicens Vives, 2008.
- More, Thomas. Utopia [Utopia]. Edició trilingüe: llatí, anglès, espanyol. Barcelona: Bosch, 1977; reedició, Barcelona: Planeta, 1984.
- Osborne, John. Amb la ràbia al cos [Look back in anger]. Reus: Revista del Centre de Lectura, 1974; reedició, Barcelona: Institut del Teatre / Edicions del Mall, 1986.
- Pinter, Harold. Qui a casa torna [The Homecoming]. Barcelona: Institut del Teatre / Edicions del Mall, 1986.
- Pinter, Harold. Esquetxos i altres peces. Barcelona: Institut del Teatre, 2002.
- Sterne, Laurence. Tristram Shandy [Tristram Shandy]. Barcelona: Proa, 1993.
- Sterne, Laurence. Un viatge sentimental [A sentimental Journey]. Barcelona: Destino, 1996.